# Галлайн (округ)
Бецирк Галлайн — округ Австрійської федеральної землі Зальцбург. 
Округ поділено на 13 громад, одна з яких є містом, а ще 4 торговими громадами. 
Міста
- Галлайн

Містечка
- Абтенау
- Голлінг-ан-дер-Зальцах
- Кухль
- Оберальм

Сільські громади
- Аднет
- Аннаберг-Лунгец
- Бад-Фігаун
- Крішпль
- Пух-бай-Галлайн
- Русбах-ам-Пас-Гшютт
- Ст.-Коломан
- Шеффау-ам-Тенненгебірге

## Демографія
Населення округу за роками за даними статистичного бюро Австрії

## Виноски
1. ↑  Statistik Austria. Архів оригіналу за 2 травня 2015. Процитовано 22 червня 2013.